# Racing Club haïtien
Maillots
Actualités
Dernière mise à jour : 13 mars 2021.
Le Racing Club haïtien est un club de football haïtien, basé à Port-au-Prince, fondé le 23 mars 1923,. 
C'est le club le plus titré du pays, avec 11 championnats, et entretient une grande rivalité avec le Violette AC, les deux clubs s'opposant dans un derby qui est considéré comme le grand classique national.

## Histoire
Surnommé le Vieux Lion, le Racing Club Haïtien devient le premier club haïtien à remporter la Coupe des champions de la CONCACAF, en 1963, sous la houlette d'Antoine Tassy.
Sacré à onze reprises (voir palmarès), le club perd de sa superbe à la fin des années 2000, lorsqu'il est relégué une première fois en 2007. Champion de 2e division en 2008, il revient parmi l'élite en 2009 au point de remporter le championnat en fin de saison (son dernier sacre), avant de subir une deuxième relégation en 2011.
Le Vieux Lion remonte en 1re division en 2013 pour ne plus la quitter malgré une exclusion pour cause de dissidence (avec quatre autres clubs) en 2014. 
L'année 2019 s'avère très difficile pour le club, en pleine crise financière et institutionnelle, qui voit en mars la démission de la quasi-totalité des membres de son comité qui est réduit à deux personnes (le président Emmanuel Menard et le vice-président, Julio Cadet).

## Palmarès
| Compétitions nationales | Compétitions internationales                                        |
| - Championnat d'Haïti (11) : - Champion : 1938, 1941, 1946, 1947, 1954, 1958, 1962, 1969, 2000, 2002 (Clô), 2009 (Clô). - Championnat d'Haïti D2 (2) : - Champion : 2008, 2012. - Coupe d'Haïti (3) : - Vainqueur : 1941, 1944, 1945. | - Coupe des clubs champions de la CONCACAF (1) : - Champion : 1963. |

## Personnalités historiques du club

### Joueurs

#### Anciens joueurs

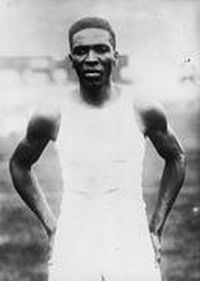
Sylvio Cator, ancien recordman du monde de saut en longueur, a évolué sous les couleurs du Racing Club haïtien

| - Arsène Auguste - Judelin Aveska - Daniel "Goebbels" Cadet - Fritz Léandre - Joseph-Marion Léandre - James Marcelin - Fabrice Noël | - Guy Saint-Vil - Roger Saint-Vil - Sylvio Cator - René Vertus - Antoine Tassy - Joseph Obas |

### Entraîneurs
| - Antoine Tassy - Sonche Pierre (2000) - Lesly Gélin (2007) - Ronald Marseille (2007) - Pierre-André Dorvilus, (2008-2009) - Gérald Beauvais (2010) - Jean-Ronald Doresca (2011) - Pierre-André Dorvilus, (2012-2013) - Roberto Geffrard (2013-2014) | - Cowsky Saint-Vil (2015) - Sonche Pierre (2015-2016) - Gérald Beauvais, (2016-2017) - Wilfrid Montilas (2017) - Sonche Pierre (2018) - Frantz Décembre (2019) - Wilfrid Montilas (2019-2020) - Sonche Pierre (2020-) |